# Salacgrīva
Salacgrīva ( výslovnost) je město v Lotyšsku a správní centrum zaniklého stejnojmenného kraje. V roce 2010 zde žilo 3 281 obyvatel. Salacgrīva se od 1. července 2021 nachází v Kraji Limbaži. Je to významné středisko lotyšské riviéry u ústí řeky Salaca v  Rižském zálivu Baltského moře.